# Ōi-Linie
| Streckenlänge: | 4,3 km            |                         |                         |
| Spurweite: | 1067 mm (Kapspur) |                         |                         |
| Zweigleisigkeit: | nein              |                         |                         |
| |                   |                         |                         |
| Gesellschaft: | Kitaena Tetsudō   |                         |                         |
| \| \| \| Chūō-Hauptlinie \| \| \| \| \| ← Straßenbahn Iwamura \| \| \| \| −0,2 \| Ōi (恵那) \| Ōi (恵那) \| \| \| \| Agi-gawa \| \| \| \| \| ← Akechi-Linie \| \| \| \| 0,0 \| Shin-Ōi (新大井) \| Shin-Ōi (新大井) \| \| \| 1,5 \| Kinryū-Onsen (金竜温泉) \| Kinryū-Onsen (金竜温泉) \| \| \| 4,3 \| Ōi-damu (大井ダム) \| Ōi-damu (大井ダム) \| |                   |                         |                         |
| Strecke |                   | Chūō-Hauptlinie         | Chūō-Hauptlinie         |
| U-Bahn-Strecke von rechts (außer Betrieb) · Strecke |                   | ← Straßenbahn Iwamura   | ← Straßenbahn Iwamura   |
| U-Bahn-Kopfbahnhof Streckenende (Strecke außer Betrieb) · Bahnhof | −0,2              | Ōi (恵那)               | Ōi (恵那)               |
| Brücke über Wasserlauf |                   | Agi-gawa                | Agi-gawa                |
| Strecke quer · Abzweig geradeaus, nach rechts und ehemals nach links · Strecke von rechts (außer Betrieb) |                   | ← Akechi-Linie          | ← Akechi-Linie          |
| Strecke nach halbrechts · Haltepunkt / Haltestelle (Strecke außer Betrieb) | 0,0               | Shin-Ōi (新大井)        | Shin-Ōi (新大井)        |
| Haltepunkt / Haltestelle (Strecke außer Betrieb) | 1,5               | Kinryū-Onsen (金竜温泉) | Kinryū-Onsen (金竜温泉) |
| Kopfbahnhof Streckenende (Strecke außer Betrieb) | 4,3               | Ōi-damu (大井ダム)      | Ōi-damu (大井ダム)      |

Die Ōi-Linie (大井線, Ōi-sen) war eine Eisenbahnstrecke in der Präfektur Gifu in Japan. Sie war von 1922 bis 1940 in Betrieb, gehörte der Bahngesellschaft Kitaena Tetsudō und war eine kurze Zweigstrecke der Chūō-Hauptlinie.

## Streckenbeschreibung
Die nicht elektrifizierte Stichstrecke war 4,3 km lang, in Kapspur (1067 mm) verlegt und eingleisig. Ihr Ausgangspunkt war der Bahnhof Ōi (heutiger Name: Ena) an der Chūō-Hauptlinie. Zusammen mit dieser und der Akechi-Linie überquerte sie zunächst den Fluss Agi und bog anschließend in nördlicher Richtung ab. Überwiegend dem Ostufer des Agi folgend, führte sie zur Endstation Ōi-damu, benannt nach der gleichnamigen Talsperre am Kiso.

## Geschichte
Zu Beginn der 1920er Jahre plante die Elektrizitätsgesellschaft Daidō Denryoku, eine Vorgängerin von Kansai Denryoku, die Ōi-Talsperre am Oberlauf des Kiso. Um den Bau dieser 53 Meter hohen Gewichtsstaumauer zu erleichtern, errichtete sie die Ōi-Linie und nahm diese im März 1922 in Betrieb. Die kurze, von der Chūō-Hauptlinie abzweigende Werksbahn hatte ihren Ausgangspunkt zunächst am Haltepunkt Shin-Ōi am östlichen Brückenkopf der Agi-Brücke. Sie diente dem Transport von Baumaterial und Arbeitern. Neben der Endstation Ōi-damu stand eine Zementfabrik und zwei Materialseilbahnen führten zum gegenüberliegenden Ufer hinüber. Nach zwei Jahren Bauzeit war der Damm fertiggestellt.
Die lokale Bahngesellschaft Kitaena Tetsudō, die Betreiberin der Kitaena-Bahnlinie bei Nakatsugawa, wollte die Strecke für touristische Zwecke nutzen und übernahm sie im November 1928 für 20.000 Yen. Obwohl das Eisenbahnministerium anlässlich der offiziellen Streckenabnahme eine pessimistische Prognose stellte, was die Fahrgastzahlen betraf, wurde der Personenverkehr wenig später am 3. Dezember mit zwei Benzintriebwagen von Nippon Sharyō aufgenommen. Diese fuhren nun vom Bahnhof Ōi auf der anderen Seite der Brücke ab.
Neben Touristen und Arbeitern sollten auch die Bewohner der Dörfer Kasagi und Hirukawa die Bahn nutzen, doch aufgrund der einsetzenden Weltwirtschaftskrise verzeichnete sie im Durchschnitt weniger als hundert Fahrgäste täglich. Die Kitaena Tetsudō stellte den Personenverkehr im September 1932 ein und übertrug die Strecke am 15. September 1934 zurück an die Daidō Denryoku. Diese nutzte sie weiterhin für die Beförderung von Material und Arbeitern und legte sie dann 1940 endgültig still. Eine im Jahr 2009 aufgestellte Gedenktafel in der Ena-Schlucht erinnert an die Geschichte der Bahnstrecke.

## Liste der Bahnhöfe
| Name                | km   | Anschlusslinien              | Lage   | Ort |
| ------------------- | ---- | ---------------------------- | ------ | --- |
| Ōi (恵那)           | −0,2 | Chūō-Hauptlinie Akechi-Linie | Koord. | Ena |
| Shin-Ōi (恵那)      | 00,0 |                              | Koord. | Ena |
| Kinryū-Onsen (恵那) | 01,5 |                              | Koord. | Ena |
| Ōi-damu (恵那)      | 04,3 |                              | Koord. | Ena |